# Elatostema baiseense
Elatostema baiseense es una especie de planta del género Elatostema, perteneciente a la familia Urticaceae.

## Taxonomía
Elatostema baiseense fue descrita por Wen Tsai Wang en 1993.

## Distribución
Se encuentra en el territorio sudeste de China.